# Бонте (окръг)
Бонте (на английски: Bonthe) е един от 12-те окръга на Сиера Леоне. Разположен е в южната провинция на страната и има излаз на Атлантическия океан. Столицата на окръга е град Бонте, площта е 5976 км², а населението е 200 781 души (по преброяване от декември 2015 г.).

## Демография
Населението на Бонте е около 139 000 души според данните от 2004, което го прави окръга с най-малко население от всички окръзи на Сиера Леоне. По 40% от населението съставляват етническите групи менде и шербро.

## Икономика
Главните икономчески активности в Бонте са риболовът, отглеждането на ориз и маслодайна плама. Град Матру е главният град, разположен на около 50 километра от град Бо и удобно покрай бреговете на река Джонг, осигуряващ достъп до остров Шербро в Атлантическия океан.